# Грузовой порт (Нижний Новгород)

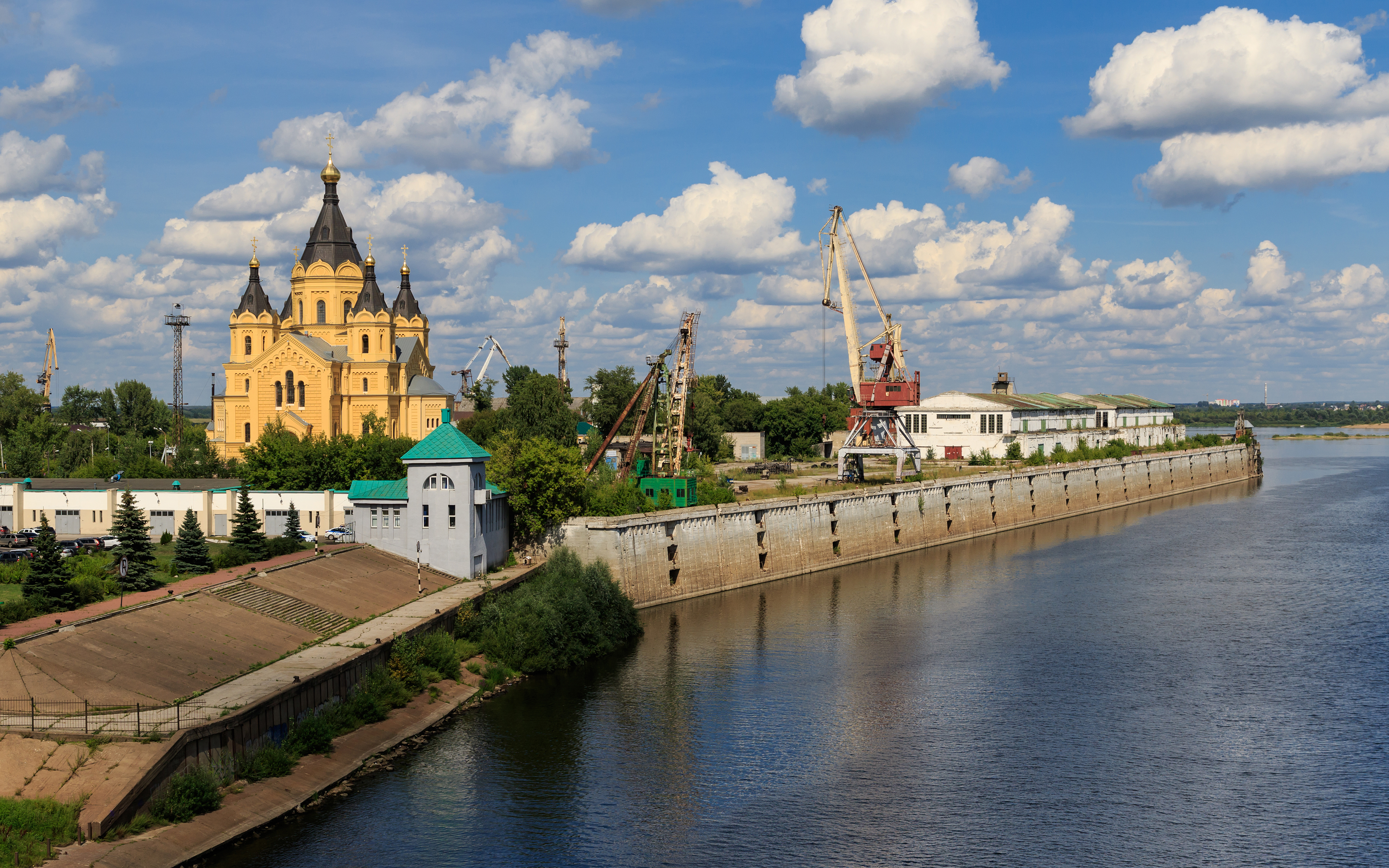
Вид на речной грузовой порт и собор Александра Невского в 2016 г.

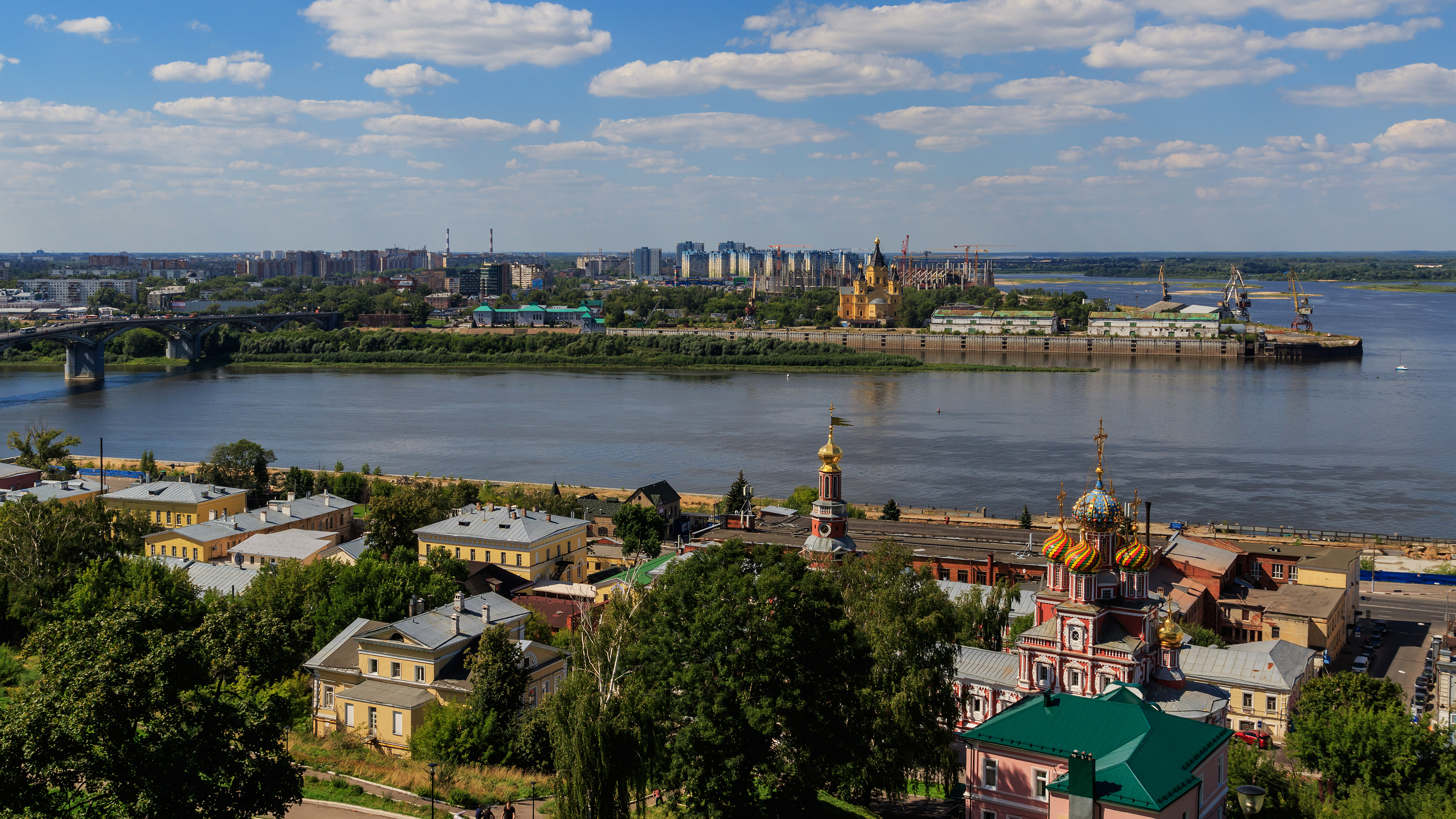
Вид на речной грузовой порт с противоположной стороны реки Оки (по состоянию на август 2016 г.)

Нижегородский речной грузовой порт — грузовой порт, находившийся на Стрелке в Нижнем Новгороде (ранее Горьком), на слиянии двух рек Волги и Оки, в настоящий момент ликвидирован, в связи с появлением нового стадиона для ЧМ по футболу в 2018 году. На момент начала ликвидации грузового порта планировался перенос и дальнейшее развитие его функций на новом месте.
На протяжении всей истории своего существования грузовой порт на Стрелке являлся одним из ключевых звеньев международных транспортных коридоров «Север — Юг» и «Восток — Запад» европейской части России. Нижний Новгород — это крупнейший транспортный узел в Приволжском федеральном округе России и речной грузовой порт являлся его важной составляющей. Порт на Стрелке был представлен тремя грузовыми районами, как со стороны Волги, так и стороны Оки, с соответствующими названиями — Центральный, Волжский и Окский.
До 2017 года нижегородский грузовой речной порт занимался добычей речного песка в промышленных масштабах, хранением и транспортировкой различных грузов.
Нижегородский порт имел 9 русловых месторождений песка в акватории реки Волги от Васильсурска до Нижнего Новгорода и в Дуденеве на Оке. Разработка этих месторождений позволяла максимально сократить расстояние перевозки до строящихся объектов.
Основная масса транспортируемых товаров — это также минеральные и строительные грузы: камень, металл, железобетонные изделия, соль, уголь, шлак, удобрения, другие материалы и сырьё. Ежегодно порт перемещал около полутора миллионов тонн грузов, в навигационный период добывал и перевозил более двух миллионов тонн речного песка из русла реки, при этом перегружалось около 700 тысяч тонн обогащённой песчано-гравийной смеси и щебеночных материалов.
Для перегрузки песка и других грузов в грузовом порту Нижнего Новгорода использовалось несколько портальных кранов (ныне демонтированных).

## История

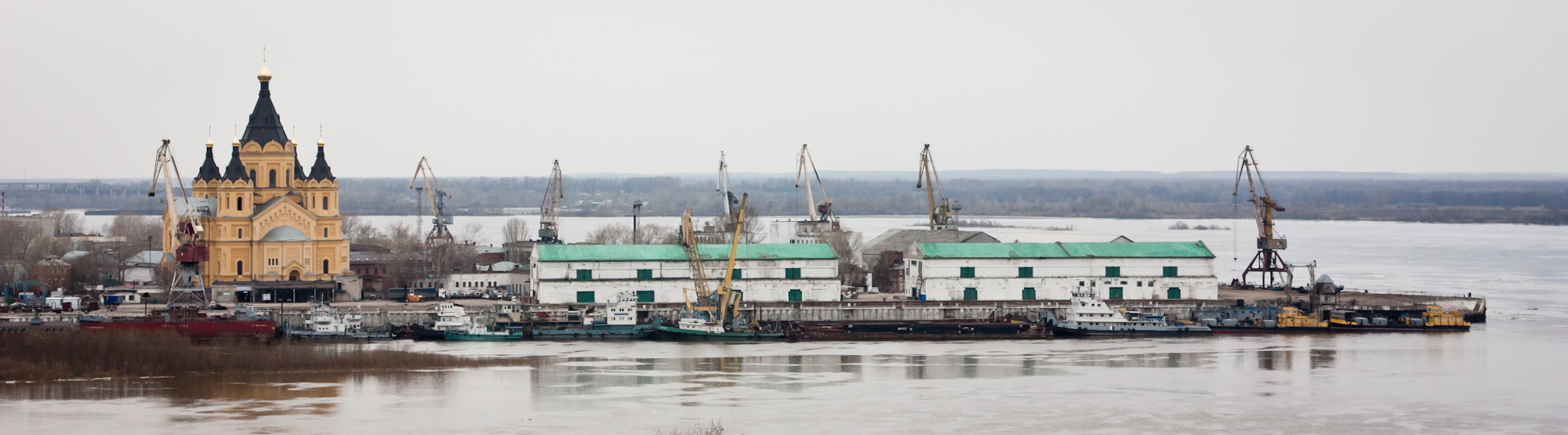
Речной грузовой порт. Видны портальные краны и пакгаузы (портовые склады). Фото 2012 г.

Порт был основан 7 марта 1932 года, хотя Нижний Новгород использовался как крупный речной порт и ранее. На рубеже XIX—ХХ веков грузооборот водных путей в Нижнем Новгороде был выше 70 миллионов пудов. Суда пришвартовывались к дебаркадерам и баржам. В 1905 году по берегам появились лабазы, хозяевами которых являлись крупные купцы-судовладельцы, представлявшие 11 частных пароходств.
5 февраля 1918 года вышел Декрет о национализации торгового флота, вслед за которым возникло централизованное руководство пароходствами и было образовано единое управление пристанями. В советское время порт носил названия горьковского речного порта, в связи с переименованием города 7 октября 1932 года (см. историю Нижнего Новгорода).
С 1956 года порт начинает работать зимой. Ледоколы приводили баркасы, которые после загрузки, по полой воде уходили в глубинные районы боковых рек.
На протяжении более 30 лет (вплоть до начала 1990-х) неизменно увеличивались объёмы переработки грузов. Горьковский порт был одни из мощнейших речных портов страны.
До 1994 года в Нижнем Новгороде располагалось одно из крупных государственных пароходств — Волжское объединённое речное пароходство, в дальнейшем приватизированное и распавшееся на несколько самостоятельных судоходных компаний, а грузовой порт стал независимой транспортной компанией ОАО «Нижегородский порт».

## Ликвидация и перенос
В конце 2000-х годов XXI века обсуждался вопрос переноса грузового порта и строительство на его месте делового центра «Сити-стрелка».
Для расширения возможностей существующего порта, с учётом необходимости его дальнейшего переноса, для перевалки минерально-строительных грузов в Московском районе выбрана площадка для строительства нового комплекса.
В 2010 году городским правительством при участии общественности был одобрен новый генеральный план развития города Нижнего Новгорода с расчетным сроком на 2030 год (первая очередь реализации — 2020 год). Данный генеральный план, подразумевает в частности удаление из района «Стрелка» грузовых причалов водного транспорта.
После окончания строительства стадиона современный грузовой порт на Стрелке полностью ликвидирован, а вместо него появился парк. На благоустройство набережной на правом берегу Волги около нового стадиона — от жилого микрорайона «Седьмое небо» до бывшего грузового порта — в 2017 году было выделено 93 млн рублей из федерального бюджета.
Предприятие ОАО «Нижегородский порт», фактически управлявшее грузовым речным портом, также было ликвидировано. Последняя запись в ЕГРЮЛ внесена 27 февраля 2016 года, причина: признание судом ЮЛ банкротом и открытии конкурсного производства. Согласно проекту постановлению администрации Нижнего Новгорода (не принятом из-за общественной реакции, правда по другой тематике), в контексте изменений ситуации с речным портом планировались следующие мероприятия:
- перенос грузового речного порта с территории Стрелки;
- распределение грузовой работы между имеющимися пристанями ГОТХ, г. Бор, г. Кстово и пр.;
- создание в речном порту Нижнего Новгорода контейнерного терминала и логистических центров, обслуживающих международные транспортные коридоры.

Примечание: Обновлённое и принятое постановление администрации города № 2051 от 12 июля 2016, не включало в себя информацию о планах на речной грузовой порт.
В 2022 году на территории бывшего порта открылся культурный центр «Пакгаузы».

## Отражение в культуре
- Съёмки советского фильма «Екатерина Воронина» 1957 года (по одноимённому роману Анатолия Рыбакова) о волжанке — Екатерине — инженере и начальнике участка речного порта проходили в центральном грузовом районе Горьковского речного порта.